# 王勇 (北朝)
王勇（？—？），本名胡仁，代郡武川镇（今内蒙古自治区呼和浩特市武川县）人，北魏、西魏、北周官员。

## 生平
王勇年少时英勇壮健，有胆略能决断，弓马娴熟，气力过人。永安年间，万俟醜奴等人侵扰关陇地区， 王勇招募士兵随北魏军队讨伐，以功加宁朔将军、奉车都尉。王勇又数次跟随侯莫陳悦、贺拔岳征讨，战功每次都很多，出任别将。
宇文泰出任丞相时，引荐王勇担任帐内直荡都督，加后将军、太中大夫，封包信县子，食邑三百户。大统初年，王勇增加食邑四百户，进爵为侯。王勇跟随宇文泰俘虏窦泰，收复弘农，参加沙苑之战，气势压倒众将士，抵挡他的敌人必定被打败。宇文泰赞叹王勇的勇敢，赏赐十分厚重。王勇进爵为公，食邑一千五百户，出任镇南将军，加帅都督。王勇又跟随讨伐平定赵青雀，评议军功时功劳最大，出任卫大将军、殷州刺史，加通直散骑常侍，兼任太子武卫率。
大统九年（543年），邙山之战中，王勇率领敢死队三百人都手执短兵器，大呼直进，出入冲击，杀伤很多，敌人没有敢抵挡的。这次战役西魏大军失败，各位将军都没有战功，只有王勇和耿令贵、王文达努力奋战，都有特殊的功劳。宇文泰于是赏赐三人布帛二千匹，让三人自己去分。西魏回军后，王勇等三人都拜官上等州的刺史，拟定将雍州、岐州、北雍州三州授予三人，但是三州优劣差别很大，就让三人抽签定选。结果王勇得到雍州，王文达得到岐州，耿令贵得到北雍州。宇文泰赐王胡仁名勇，赐耿令贵名豪，赐王文达名杰，以表彰他们的功劳。
大统十三年（547年）、王勇加大都督，升任使持节、车骑大将军、仪同三司。大统十五年（549年），王勇升任侍中、骠骑大将军、开府仪同三司。魏恭帝元年（554年），王勇跟随柱国赵贵征讨柔然，击败对方，王勇追击柔然，获取各种牲畜数千头，进爵为新阳郡公，增加食邑总计二千户，仍赐姓库汗氏。北周六官建立后，王勇出任稍伯中大夫，朝廷追论讨伐柔然的战功，另外封王勇永固县伯，食邑五百户。当时有另外封授的爵位，按例同意封授者回转给次子，只有王勇请求封永固县伯给自己哥哥的儿子王元兴，当时的人称赞王勇有道义。王勇很快进位大将军。周孝闵帝初年，岷山羌人豪族巩廉俱和叛乱，王勇率领军队将他们讨伐平定。
王勇生性刚猛，是当时的骁将。然而王勇喜欢夸耀自己的功劳和长处，宣扬别人的短处，舆论也因此鄙视他。柱国侯莫陈崇功勋高威望重，曾与各位将军一起去拜谒晋国公宇文护，听说王勇爱数落别人的短处，就当众羞辱王勇。王勇因此愤怒和羞愧交加，背上毒疮发作而死。儿子王昌继承爵位。

## 家庭

### 儿子
- 王昌，一名王子昌，北周大将军、新阳郡公，娶西魏使持节、车骑大将军、仪同三司、散骑常侍、徐州刺史、桑乾悼公宇文瑞第四女[9]

## 延伸阅读
[在维基数据编辑]
 《周書·卷29》，出自令狐德棻《周書》
 《北史·卷066》，出自李延壽《北史》